# Gonodes liquida
Gonodes liquida är en fjärilsart som beskrevs av Heinrich Benno Möschler 1886. Gonodes liquida ingår i släktet Gonodes och familjen nattflyn. Inga underarter finns listade i Catalogue of Life.